# Anthrax fontenellei
Anthrax fontenellei är en tvåvingeart som beskrevs av Lamas 2006. Anthrax fontenellei ingår i släktet Anthrax och familjen svävflugor. Inga underarter finns listade i Catalogue of Life.